# Isabella Menin
Isabella Menin (Marília, 2 de junho de 1996), é uma modelo e economista que venceu os concursos Miss Grand Brasil 2022 e Miss Grand Internacional 2022. Ela é a primeira brasileira a vencer o concurso Miss Grand International.
É formada em Economia pela Universidade de Westminster e tem um mestrado em Finanças pela University College London.

## Contexto
O Miss Grand International, também conhecido como Miss Grand, é uma franquia internacional de concursos de beleza sediada na Tailândia. A franquia pertence e é administrada por uma empresa de mesmo nome listada na bolsa de valores tailandesa, também conhecida como MGI PCL, desde sua criação em 2013, com Nawat Itsaragrisil como presidente.

### Vencedoras
| Ano  | Vencedora                  | País           | Ano  | Vencedora                         | País                 |
| ---- | -------------------------- | -------------- | ---- | --------------------------------- | -------------------- |
| 2024 | Rachel Gupta (renunciou)   | Índia          | 2018 | Clara Sosa                        | Paraguai             |
| 2024 | Christine Opiaza (assumiu) | Filipinas      | 2017 | María José Lora                   | Peru                 |
| 2023 | Luciana Fuster             | Peru           | 2016 | Ariska Putri Pertiwi              | Idonésia             |
| 2022 | Isabella Menin             | Brasil         | 2015 | Anea García (renunciou)           | República Dominicana |
| 2021 | Nguyễn Thúc Thùy Tiên      | Vietnã         | 2015 | Claire Elizabeth Parker (assumiu) | Austrália            |
| 2020 | Abena Appiah               | Estados Unidos | 2014 | Lees García                       | Cuba                 |
| 2019 | Valentina Figuera          | Venezuela      | 2013 | Janelee Chaparro                  | Porto Rico           |

## Biografia
Nascida Isabella Novaes Menin, é descendente de brasileiros e italianos e nasceu em uma família de empreendedores em Marília, cidade da região Centro-Oeste do estado de São Paulo. Sua mãe, Adriana Novaes, chegou a ser Miss Marília e sua avó também havia participado de concursos de beleza. Ela também é bisneta do empresário Lázaro Ramos Novaes e neta de Alfredo Novaes, dois dos responsáveis pelo início da  industrialização de Marília.
Ainda adolescente, foi morar na Inglaterra e durante 2015-2016 cursou um programa de economia empresarial e gerencial em uma escola de ensino médio de Londres, a David Game College, graduando-se depois com honras em Economia pela Universidade de Westminster no início de 2019 e um mestrado em Finanças pela University College London em 2020, tendo trabalhado no setor de planejamento para a Thomson Tyndall, uma empresa privada de gestão de investimentos e planejamento financeiro no Reino Unido.
Isabella também é modelo e fundou uma instituição de caridade chamada "Beyond Project", que apoia associações para pessoas com deficiência no Brasil.

## Concursos de beleza
Filha e neta de misses, ela participou de seu primeiro concurso de beleza aos três anos de idade com o incentivo e apoio de sua mãe e conquistou vários títulos infanto-juvenis, incluindo Miss Goiás, Miss Estudante de Marília, Miss Teen Marília e Miss Teen São Paulo, além do título internacional de Miss Teen Internacional 2013.

### Miss Grand International 2022
Menin representou o Alto Cafezal no Miss Grand Brasil 2022, competindo contra outras 30 concorrentes e conquistando o título nacional. Em seguida, representou o país no Miss Grand International 2022 e também venceu a competição, realizada em 25 de outubro de 2022 no Centro de Convenções Internacional de Sentul, em Java Ocidental, Indonésia, quando foi coroada pela então detentora do título de Miss Grand International 2021, Nguyễn Thúc Thùy Tiên, do Vietnã.